# Теорія «економічної бази»
Теорія «економічної бази» (англ. Economic Base Theory) — економічна теорія, відповідно до якої еквівалентом економічного розвитку є економічне зростання, вимірюваний показниками динаміки фізичних обсягів виробництва, рівня доходів населення або зайнятості.

## Загальна характеристика
Назва теорії відображає специфіку використовуваної економічної моделі розвитку, яке виділяє поняття базового сектора. Розвиток базового сектора, інспіроване зовнішнім попитом, поширюється на не тільки базовий сектор, забезпечуючи мультиплікативний економічне зростання регіону в цілому.
Автором теорії «економічної бази» вважається данський меркантиліст Пітер Де Ла Курт (Pieter de la Court). У 1659 році він написав працю «Welvaren der Stadt Leiden» («Про процвітанні міста Лейден»), який був присвячений вивченню факторів розвитку економіки голландського міста Лейден. У своєму дослідженні Де Ла Курт виділив два базових сектору міської економіки: експортно-орієнтоване виробництво і університет. Усі інші елементи економічної структури виявилися залежними від базових елементів.
У сучасному вигляді теорію «економічної бази» сформулював німецький економіст Вернер Зомбарт (1863–1941), один з провідних представників останнього покоління німецької історичної школи.
Значний внесок у теорію економічної бази внесли такі вчені, як Р. Мартін, Х. Мілею, Р. Ендрюса, М. Рандольф. Основними категоріями даної теорії є поняття базової і не базового секторів економіки. Особливість базового сектора в тому, що діяльність в ньому орієнтована на задоволення зовнішнього попиту. Не базовий сектор, навпаки, орієнтується на внутрішньо-регіональне споживання.
Основні рушійні сили економічного розвитку містяться в реакції базового сектора на зовнішній попит, підвищення якого призводить до збільшення експорту і зростання в базовому секторі. Далі, зміна обсягів випуску, доходів і зайнятості в базовому секторі мультиплікативно поширюється на всю регіональну економіку.
Сильними сторонами теорії «економічної бази» є простота теорії та інструментарію прогнозування. Однак така модель є занадто спрощеною і абсолютно непридатною для прогнозування економічного зростання та розвитку в довгостроковій перспективі.
Практичне застосування теорії «економічної бази» в умовах вітчизняної економіки передбачає активний розвиток базового сектора на території регіону шляхом регіонального маркетингу.